# Entrampo
Entrampo (Dentramp in friulano) è una frazione del comune di Ovaro (UD).
Si trova a 541 m in Val Degano, alla destra orografica del torrente, alla confluenza tra il torrente Pesarina ed il torrente Degano.
In paese si trova la chiesa di San Pellegrino.